# Alejandra Guzmán en vivo
Alejandra Guzmán En Vivo es un álbum en directo de la cantante y compositora de Rock mexicana Alejandra Guzmán. Este es su segundo álbum en vivo, el cual contiene 20 canciones, de las cuales 18 son éxitos de su carrera, 1 nuevo tema en idioma inglés de Cheap Taylor y un popurrí de rock de los 70's.

## Proceso de grabación
Alejandra Guzmán ofrece un concierto en el Auditorio Nacional de la Ciudad de México en el 2002, como parte de la gira «Soy». Dicho concierto es grabado por el canal de videos Ritmoson para ser transmitido en su programación, como parte de una serie de programas llamados «En vivo», en los que se emitían conciertos grabados en exclusiva por Ritmoson. Además de Alejandra Guzmán, se grabaron conciertos con Eduardo Capetillo, Patricia Manterola, Susana Zabaleta y otros artistas. En 2003, la disquera BMG Entertainment México edita en CD el audio de parte del concierto.

## Lista de temas
Contenido del CD:
1. "Ruge el Corazón" (Marina, Sánchez, Valle) — 3:51
2. "Toda la Mitad" (Bastante, Antonio Garcia de Diego, Pancho Varona) — 4:10
3. "Eternamente Bella" (Florez) — 3:20
4. "Cuidado Con el Corazón" (Florez) — 5:10
5. "Mala Hierba" (Marina, Sánchez, Valle) — 3:24
6. "Ven" (Octavio Muñoz) — 2:35
7. "Todo" (Gary Burr, Desmond Child, Jonny Lang) — 4:15
8. "Algo Natural" (Jorge Villamisar) — 4:28
9. "Reina de Corazones" (Florez, Valle) — 2:59
10. "Guera" (Gian Pietro Felisatti, Florez) — 4:03
11. "Loca" (Myra Stella Turner) — 4:59
12. "Wild Thing" (Chip Taylor) — 2:57
13. "Hacer el Amor con Otro" (Felisatti, Florez) — 6:16
14. "Enemigos" (Sandra Baylac) — 3:59
15. "De Verdad" (Steve Mandile, Jodi Marr, Julia Sierra) — 3:47
16. "Caramelo" (Elsten Creole Torres) — 2:57
17. "Mírala, Míralo" (Felisatti, Florez) — 3:37
18. "Diablo" (Randy Cantor, Alejandra Guzmán, Jodi Marr) — 3:59
19. "Volveré a Amar" (Desmond Child, Richie Supa) — 5:19
20. "Popurrí: La Plaga/Popotitos/Pólvora" (Robert Blackwell, John Marascalco, Ian Samwell Ralph, Larry Williams) — 5:08

En la edición mexicana se incluía un segundo CD en formato VCD, que contiene únicamente 5 canciones en video pertenecientes originalmente al álbum Soy.
Contenido del VCD:
1. "De Verdad"
2. "Caramelo"
3. "Diablo"
4. "Todo"
5. "Volveré a Amar"

## Colaboradores
- Javier Barrera: Dirección musical, percusiones, arreglos
- Abraham Barrera: Piano, teclados
- Iván Barrera: Bajo
- Oscar Galvan:– Guitarras
- Miguel Pasos: Guitarra eléctrica
- Alejandro Giacomán: Masterización
- Guillermo Gutiérrez: Arreglos
- Gilda Oropeza: Arreglos
- Antonio Maldonado: Mezcla
- Alejandra Guzmán: Voz
- Marielos Labias: Coros
- Daniel Parra: Coros
- Samuel Parra: Coros
- Eloy Sánchez
- Jorge Mendoza: Procesamiento digital
- Cristhian Cambresy: Diseño gráfico
- Javier Olmedo: Coordinación

- Datos: Q4714448